# Miliolida
Ordre
Les Miliolida constituent un ordre de foraminifères de la classe des Tubothalamea.

## Liste des familles
Selon World Register of Marine Species (7 janvier 2016) :

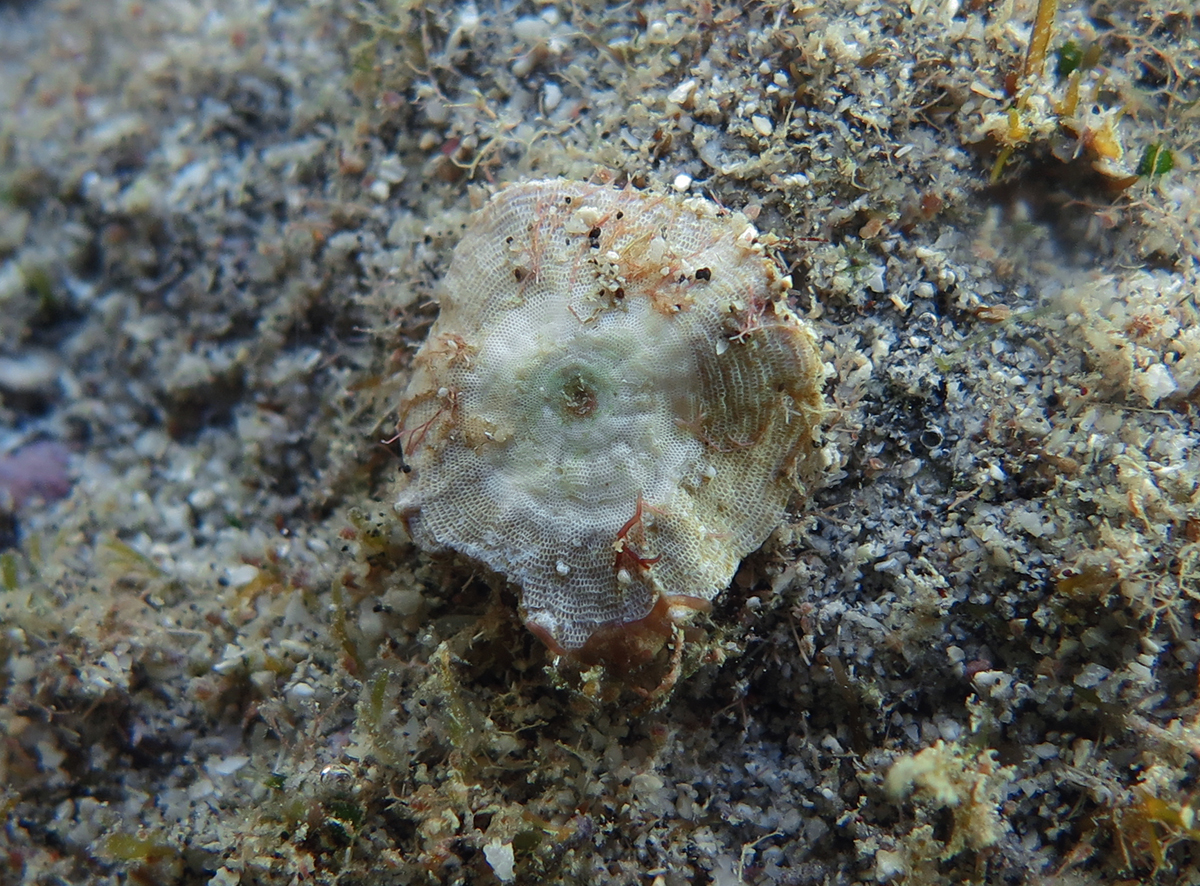
Marginopora vertebralis à la Réunion.

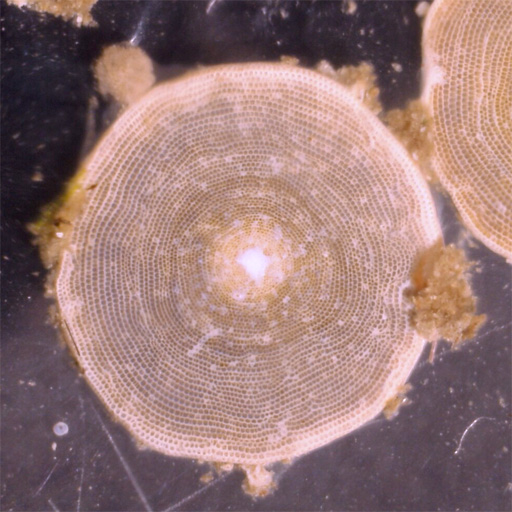
Marginopora sp.

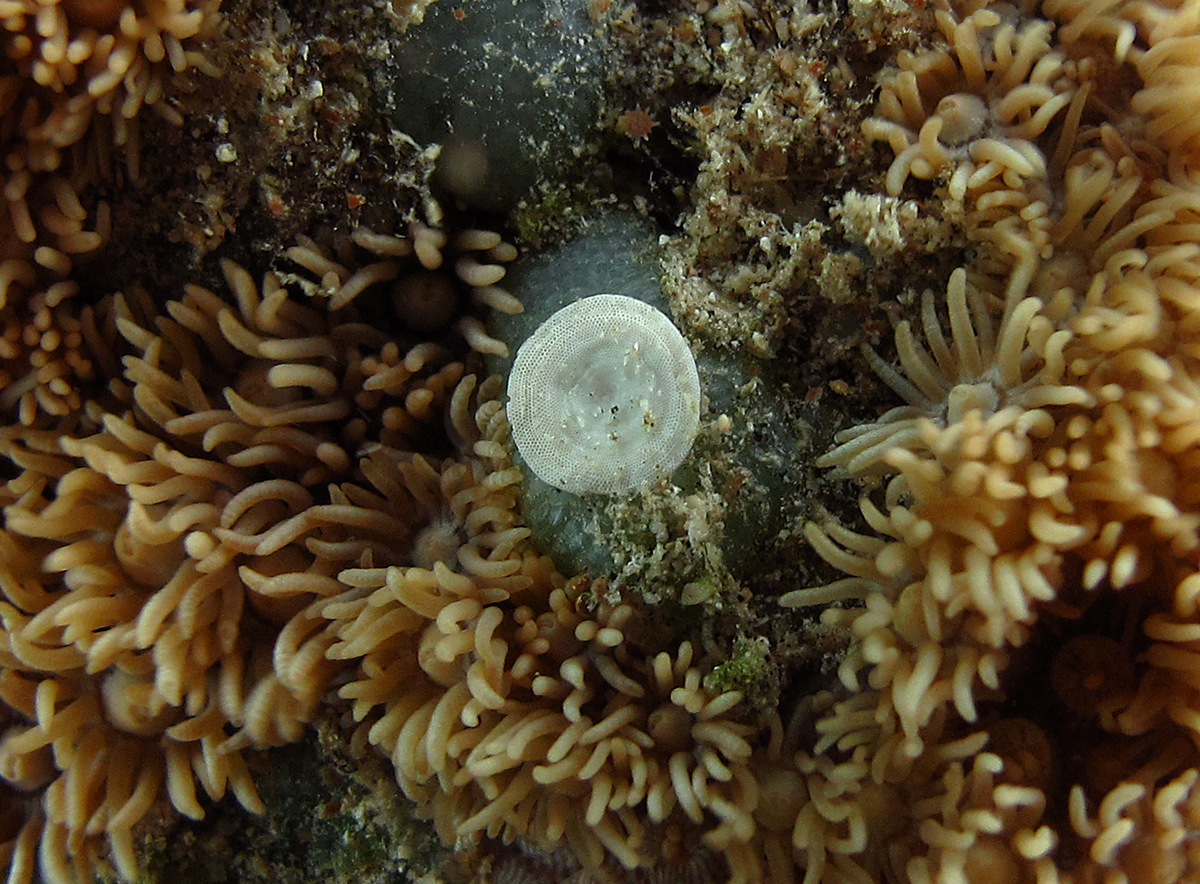
Un foraminifère actuel in situ, probablement de la famille des Soritidae.

- famille des Miliamminidae Saidova, 1981
- sous-ordre des Miliolina
  - super-famille des Alveolinoidea Ehrenberg, 1839
    - famille des Alveolinidae Ehrenberg, 1839
    - famille des Fabulariidae Ehrenberg, 1839 †
    - famille des Rhapydioninidae Keijzer, 1945

  - super-famille des Cornuspiroidea Schultze, 1854
    - famille des Baisalinidae Loeblich & Tappan, 1986 †
    - famille des Cornuspiridae Schultze, 1854
    - famille des Hemigordiopsidae Nikitina, 1969

  - super-famille des Milioloidea Ehrenberg, 1839
    - famille des Austrotrillinidae Loeblich & Tappan, 1986 †
    - famille des Cribrolinoididae Haynes, 1981
    - famille des Hauerinidae Schwager, 1876
    - famille des Miliolechinidae Zaninetti & al., 1985 †
    - famille des Miliolidae Ehrenberg, 1839
    - famille des Spiroloculinidae Wiesner, 1920

  - super-famille des Nubecularioidea
    - famille des Discospirinidae Wiesner, 1931
    - famille des Falsotubinellidae Bogdanovich & Mikhalevich, 1983
    - famille des Fischerinidae Millett, 1898
    - famille des Nubeculariidae Jones, 1875
    - famille des Ophthalmidiidae Wiesner, 1920
    - famille des Zoyaellidae Saidova, 1981

  - super-famille des Soritoidea Ehrenberg, 1839
    - famille des Keramosphaeridae Brady, 1884
    - famille des Meandropsinidae Henson, 1948 †
    - famille des Milioliporidae Brönnimann & Zaninetti, 1971 †
    - famille des Peneroplidae Schultze, 1854
    - famille des Riveroinidae Saidova, 1981
    - famille des Siphonoferidae Senowbari-Daryan & Zaninetti, 1986 †
    - famille des Soritidae Ehrenberg, 1839
    - famille des Tubinellidae Rhumbler, 1906

  - super-famille des Squamulinoidea Reuss & Fritsch, 1861
    - famille des Squamulinidae Reuss & Fritsch, 1861
- sous-ordre des Silicoloculinina
  - famille des Silicoloculinidae Resig & al., 1980